# 올리버 로

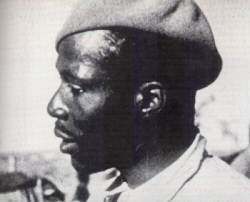
Oliver Law

올리버 로(Oliver Law, 1899년 ~ 1937년 7월 9일)는 아프리카계 미국인 공산주의자로서, 노동운동 조직가, 사회운동가이며, 스페인 내전에 링컨 여단의 일원으로서 참전하였다.

## 배경
택사스 출신으로 1차 세계대전에 참전했다. 그 후 시카고로 이주하여 여러 종류의 직군에 몸 담았다. 1929년 미국 공산당에 입당하여 대공황 시기 동안 탁월한 활동가로 거듭났다.

## 스페인 내전
파시즘에 강력히 반대하던 올리버 로는 이탈리아의 에티오피아 전쟁을 규탄하는 시위를 이끌었으며, 1936년에는 스페인으로 여행을 떠나 프랑코와 국가주의자들에 맞서 저항하는 싸움에 동참하고자 했다.
1936년 올리버 로는 링컨 여단에 합류하여 스페인 내전 동안 공화파를 위해 싸우기를 자원한다. 1937년 1월에 스페인에 도착하여 국제여단에 합류한다.